# 新塞利夫卡 (盧甘斯克區)
48°35′36″N 39°6′11″E / 48.59333°N 39.10306°E
新塞利夫卡（烏克蘭語：Новоселівка）是位於烏克蘭東部的村莊，由盧甘斯克州盧甘斯克區的盧甘斯克市鎮負責管轄。該村始建於1964年，面積0.28平方公里，海拔高度58米，2001年人口36，人口密度每平方公里130.4人。